# Nancy McKinstry
Nancy McKinstry, née le 4 janvier 1959, est une femme d'affaires américaine, qui vit aux Pays-Bas, et est PDG et président du conseil d'administration de Wolters Kluwer depuis septembre 2003, et membre du bureau exécutif depuis juin 2001.

## Jeunesse
McKinstry est née dans le Connecticut, aux États-Unis.

## Éducation
Elle est titulaire d'un MBA (finance et marketing) de la Columbia Business School, d'une licence en économie de l'université du Rhode Island (Phi Beta Kappa) et a reçu un doctorat honorifique de l'université du Rhode Island.